# Antibürokratische Revolution
Die Antibürokratische Revolution war eine politische Entwicklung in Serbien und Montenegro, in deren Verlauf in den Jahren 1987 und 1989 Großdemonstrationen durch den damaligen serbischen Machthaber Slobodan Milošević inszeniert wurden, welche die Beendigung der seit 1974 bestehenden extensiven Autonomie der serbischen Provinzen Vojvodina und Kosovo einläuteten. Der Höhepunkt dieser Veranstaltungen war die 600-Jahr-Feier anlässlich der Schlacht auf dem Amselfeld im Jahre 1989.
Unterstützung erfuhr die Kampagne von serbischen Intellektuellen, die bereits 1986 im SANU-Memorandum die angebliche Diskriminierung der Serben in „nichtserbischen“ Teilen Jugoslawiens beklagt hatten, und der serbisch-orthodoxen Kirche.
Der Autonomiestatus der Vojvodina und des Kosovo wurde 1989 wieder auf den Status vor 1974 zurückgesetzt. Die beiden autonomen Provinzen wurden unter serbische Zentralverwaltung gestellt, die bisherigen Provinzregierungen entlassen und durch Milošević-loyale Parteifunktionäre ersetzt.
Das bedeutete vor allem für das Kosovo große Veränderungen, denn mit dem Autonomiestatus seit 1974 war unter anderem auch ein eigenes Schulwesen verbunden. Im Frühjahr 1989 wurde im Kosovo als Amtssprache Serbisch wiedereingeführt.
In der Folge kam es zu großen Demonstrationen der breiten albanischen Bevölkerungsmehrheit im Kosovo. Diese wurden niedergeschlagen, es gab Angriffe auf Polizisten, daraufhin wurde der Ausnahmezustand über die Region verhängt. Kosovo-albanische Aktivisten wurden zu mehrjährigen Haftstrafen verurteilt. Am 3. März 1989 beschloss die Regierung Jugoslawiens „spezielle Maßnahmen“, um gegen den Widerstand der Kosovo-Albaner vorzugehen.
Beim  außerordentlichen Kongress des Bundes der Kommunisten Jugoslawiens am 22. Januar 1990 wurden sämtliche Reformvorschläge der slowenischen und der kroatischen Delegation von der Stimmenmehrheit des sogenannten „Serbischen Blocks“ abgelehnt. Diese Abgeordneten aus Serbien inklusive denen der beiden Provinzen sowie denjenigen aus Montenegro waren Unterstützer des von Milošević vertretenen politischen Kurses. Daraufhin verließen zunächst die slowenischen, wenig später auch die kroatischen Delegierten den Parteitag.